# 2023 en animation asiatique
Voir aussi : 2023 au cinéma - 2023 à la télévision
2022 en animation asiatique - 2023 en animation asiatique - 2024 en animation asiatique
Cet article présente les faits marquants de l'année 2023 en animation asiatique.

## Événements
- 17 mars : diffusion en avant-première du premier épisode d'Oshi no Ko[1],[2],[3].
- 3 novembre : fermeture définitive de Wakanim[4], absorbé par Sony[5].

## Festivals et conventions
- Du 24 au 26 février : Japan Expo Sud 13e Vague au Marseille Chanot en France[6].
- Du 13 au 16 juillet : Japan Expo 22e Impact au parc des expositions de Paris-Nord Villepinte en France[7].
- Du 17 au 19 novembre : Anime NYC 2023 (en) au Javits Center de New York[8].

## Diffusions au Japon

### Séries d'animation
| Saison            | Diffusion    | Diffusion        | Titre                                                                                        | Studio d'animation                                  | ref     |
| Saison            | Début        | Fin              | Titre                                                                                        | Studio d'animation                                  | ref     |
| ----------------- | ------------ | ---------------- | -------------------------------------------------------------------------------------------- | --------------------------------------------------- | ------- |
| H I V E R         | 1er janvier  | 1er janvier      | La Voie du tablier (saison 2, partie 1)                                                      | J. C. Staff                                         | [ 9 ]   |
| H I V E R         | 3 janvier    | 21 mars          | Ningen Fushin: Adventurers Who Don't Believe in Humanity Will Save the World (en)            | Geek Toys                                           | [ 10 ]  |
| H I V E R         | 4 janvier    | 22 mars          | The Ice Guy & The Cool Girl                                                                  | - Zero-G - Liber                                    | [ 11 ]  |
| H I V E R         | 4 janvier    | 22 mars          | The Magical Revolution of the Reincarnated Princess and the Genius Young Lady                | Diomedéa                                            | [ 12 ]  |
| H I V E R         | 4 janvier    | 29 mars          | Bungo Stray Dogs (saison 4)                                                                  | Bones                                               | [ 13 ]  |
| H I V E R         | 4 janvier    | 29 mars          | Technoroid Overmind (en)                                                                     | Doga Kobo                                           | [ 14 ]  |
| H I V E R         | 5 janvier    | 16 mars          | DanMachi : La Légende des Familias (saison 4, partie 2)                                      | J. C. Staff                                         | [ 15 ]  |
| H I V E R         | 5 janvier    | 16 mars          | Revenger (en)                                                                                | Ajiadō                                              | [ 16 ]  |
| H I V E R         | 5 janvier    | 23 mars          | The Iceblade Sorcerer Shall Rule the World (en)                                              | Cloud Hearts (en)                                   | [ 17 ]  |
| H I V E R         | 5 janvier    | 23 mars          | Onimai: I'm Now Your Sister!                                                                 | Studio Bind                                         | [ 18 ]  |
| H I V E R         | 5 janvier    | 29 mars          | Tomo-chan est une fille !                                                                    | Lay-duce                                            | [ 19 ]  |
| H I V E R         | 5 janvier    | 29 mars          | Tsurune: The Linking Shot (en)                                                               | Kyoto Animation                                     | [ 20 ]  |
| H I V E R         | 5 janvier    | 30 mars          | Spy Classroom                                                                                | Feel                                                | [ 21 ]  |
| H I V E R         | 6 janvier    | 24 mars          | Endô and Kobayashi Live! The Latest on Tsundere Villainess Lieselotte (en)                   | Tezuka Productions                                  | [ 22 ]  |
| H I V E R         | 6 janvier    | 24 mars          | Farming Life in Another World                                                                | Zero-G                                              | [ 23 ]  |
| H I V E R         | 6 janvier    | 24 mars          | The Legend of Heroes: Trails of Cold Steel - Northern War                                    | Tatsunoko Production                                | [ 24 ]  |
| H I V E R         | 6 janvier    | 24 mars          | Nijiyon Animation                                                                            | Bandai Namco Filmworks                              | [ 25 ]  |
| H I V E R         | 6 janvier    | 24 mars          | Sugar Apple Fairy Tale (partie 1)                                                            | J. C. Staff                                         | [ 26 ]  |
| H I V E R         | 7 janvier    | 19 mars          | Arrête de me chauffer, Nagatoro (saison 2)                                                   | OLM                                                 | [ 27 ]  |
| H I V E R         | 7 janvier    | 25 mars          | Chillin' in My 30s After Getting Fired from the Demon King's Army (en)                       | Encourage Films                                     | [ 28 ]  |
| H I V E R         | 7 janvier    | 25 mars          | Chouchouté par l'ange d'à côté                                                               | Project No.9                                        | [ 29 ]  |
| H I V E R         | 7 janvier    | 25 mars          | Giant Beasts of Ars (en)                                                                     | Asahi Production                                    | [ 30 ]  |
| H I V E R         | 7 janvier    | 25 mars          | J'épargne 80 000 pièces d'or dans un autre monde pour ma retraite (en)                       | Felix Film                                          | [ 31 ]  |
| H I V E R         | 7 janvier    | 25 mars          | My Life as Inukai-san's Dog (en)                                                             | Quad                                                | [ 32 ]  |
| H I V E R         | 7 janvier    | 25 mars          | Trigun Stampede                                                                              | Orange                                              | [ 33 ]  |
| H I V E R         | 7 janvier    | 1er avril        | Buddy Daddies                                                                                | - Nitroplus - P.A.Works                             | [ 34 ]  |
| H I V E R         | 7 janvier    | 1er avril        | The Reincarnation of the Strongest Exorcist in Another World (en)                            | Studio Blanc (en)                                   | [ 35 ]  |
| H I V E R         | 7 janvier    | 15 avril         | UniteUp! (en)                                                                                | CloverWorks                                         | [ 36 ]  |
| H I V E R         | 8 janvier    | 12 février       | The Misfit of Demon King Academy II (partie 1)                                               | Silver Link                                         | [ 37 ]  |
| H I V E R         | 8 janvier    | 26 mars          | By the Grace of the Gods (saison 2)                                                          | Maho Film                                           | [ 38 ]  |
| H I V E R         | 8 janvier    | 26 mars          | Handyman Saitou in Another World (en)                                                        | C2C                                                 | [ 39 ]  |
| H I V E R         | 8 janvier    | 2 avril          | Le Conte des parias (en)                                                                     | Ashi Productions                                    | [ 40 ]  |
| H I V E R         | 8 janvier    | 2 avril          | Tokyo Revengers (saison 2)                                                                   | Liden Films                                         | [ 41 ]  |
| H I V E R         | 8 janvier    | 23 juillet       | Nier: Automata Ver1.1a                                                                       | A-1 Pictures                                        | [ 42 ]  |
| H I V E R         | 9 janvier    | 27 mars          | High Card                                                                                    | Studio Hibari                                       | [ 43 ]  |
| H I V E R         | 9 janvier    | 27 mars          | In/Spectre (saison 2)                                                                        | Brain's Base                                        | [ 44 ]  |
| H I V E R         | 9 janvier    | 27 mars          | The Vampire Dies in No Time (en) (saison 2)                                                  | Madhouse                                            | [ 45 ]  |
| H I V E R         | 9 janvier    | 3 avril          | “Ippon” Again! (en)                                                                          | Bakken Record                                       | [ 46 ]  |
| H I V E R         | 10 janvier   | 28 mars          | Malevolent Spirits: Mononogatari (en)                                                        | Bandai Namco Pictures                               | [ 47 ]  |
| H I V E R         | 10 janvier   | 28 mars          | Reborn to Master the Blade: From Hero-King to Extraordinary Squire                           | Studio Comet                                        | [ 48 ]  |
| H I V E R         | 10 janvier   | 20 juin          | Kubo Won't Let Me Be Invisible                                                               | Pine Jam                                            | [ 49 ]  |
| H I V E R         | 10 janvier   | 20 juin          | Vinland Saga (saison 2)                                                                      | MAPPA                                               | [ 50 ]  |
| H I V E R         | 10 janvier   | 26 septembre     | Ayakashi Triangle                                                                            | Connect                                             | [ 51 ]  |
| H I V E R         | 11 janvier   | 14 mars          | Oh, Suddenly Egyptian God (en) (saison 2)                                                    | Typhoon Graphics (en)                               | [ 52 ]  |
| H I V E R         | 11 janvier   | 23 mars          | Kaina of the Great Snow Sea                                                                  | Polygon Pictures                                    | [ 53 ]  |
| H I V E R         | 11 janvier   | 29 mars          | Hero Skill - Achats en ligne (en)                                                            | MAPPA                                               | [ 54 ]  |
| H I V E R         | 11 janvier   | 19 avril         | Bofuri : Je suis pas venue ici pour souffrir alors j'ai tout mis en défense. (saison 2)      | Silver Link                                         | [ 55 ]  |
| H I V E R         | 13 janvier   | 31 mars          | D4DJ All Mix                                                                                 | Sanjigen                                            | [ 56 ]  |
| H I V E R         | 13 janvier   | 31 mars          | The Fruit of Evolution: Before I Knew It, My Life Had It Made (saison 2)                     | Hotline (ja)                                        | [ 57 ]  |
| H I V E R         | 13 janvier   | 24 mars          | Pocket Monster Mezase Pokémon Master                                                         | OLM                                                 | [ 58 ]  |
| H I V E R         | 14 janvier   | 18 mars          | The Fire Hunter (en)                                                                         | Signal.MD                                           | [ 59 ]  |
| H I V E R         | 18 janvier   | 5 avril          | Sorcerous Stabber Orphen -Chaos in Urbanrama-                                                | Studio Deen                                         | [ 60 ]  |
| H I V E R         | 19 janvier   | 19 janvier       | Maniac par Junji Itō : Anthologie Macabre                                                    | Studio Deen                                         | [ 61 ]  |
| H I V E R         | 26 janvier   | 12 juillet       | Valkyrie Apocalypse II                                                                       | - Graphinica - Yumeta Company                       | ,       |
| H I V E R         | 2 février    | 2 février        | Make My Day (en)                                                                             | 5 Inc.                                              | [ 64 ]  |
| H I V E R         | 5 février    | 28 décembre      | Hirogaru Sky! Precure                                                                        | Toei Animation                                      | [ 65 ]  |
| H I V E R         | 16 février   | 16 février       | Aggretsuko (saison 5)                                                                        | Fanworks (en)                                       | [ 66 ]  |
| H I V E R         | 4 mars       | 5 novembre       | L'Attaque des Titans : Saison Finale (partie 3)                                              | MAPPA                                               | [ 67 ]  |
| H I V E R         | 14 mars      | 27 mars          | Yomawari neko (en)                                                                           | Shogakukan Music & Digital Entertainment            | [ 68 ]  |
| H I V E R         | 21 mars      | 28 mars          | Heart Cocktail Colorful                                                                      | À venir                                             | [ 69 ]  |
| H I V E R         | 22 mars      | 24 mars          | Shuwawan!                                                                                    | À venir                                             | ,       |
| P R I N T E M P S | 1er avril    | 24 juin          | Tengoku-Daimakyo                                                                             | Production I.G                                      | [ 72 ]  |
| P R I N T E M P S | 1er avril    | 1er juillet      | Hell's Paradise: Jigokuraku                                                                  | MAPPA                                               | [ 73 ]  |
| P R I N T E M P S | 2 avril      | 18 juin          | The Dangers in My Heart                                                                      | Shin-Ei Animation                                   | [ 74 ]  |
| P R I N T E M P S | 2 avril      | 1er octobre      | Edens Zero (saison 2)                                                                        | J. C. Staff                                         | [ 75 ]  |
| P R I N T E M P S | 2 avril      | 18 juin          | My Home Hero                                                                                 | Tezuka Productions                                  | [ 76 ]  |
| P R I N T E M P S | 2 avril      | 25 juin          | Mon histoire d'amour avec Yamada à Lv999                                                     | Madhouse                                            | [ 77 ]  |
| P R I N T E M P S | 2 avril      | À venir          | Run for Money: The Great Mission                                                             | Toei Animation                                      | [ 78 ]  |
| P R I N T E M P S | 3 avril      | 19 juin          | In Another World with My Smartphone (saison 2)                                               | J. C. Staff                                         | [ 79 ]  |
| P R I N T E M P S | 3 avril      | 19 juin          | Noble New World Adventures                                                                   | - EMT Squared - Magic Bus (en)                      | [ 80 ]  |
| P R I N T E M P S | 3 avril      | 19 juin          | Kuma Kuma Kuma Bear – Punch!                                                                 | EMT Squared                                         | [ 81 ]  |
| P R I N T E M P S | 4 avril      | 20 juin          | Skip and Loafer                                                                              | P.A.Works                                           | [ 82 ]  |
| P R I N T E M P S | 4 avril      | 27 juin          | Cheat Skill Level Up                                                                         | Millepensee                                         | [ 83 ]  |
| P R I N T E M P S | 6 avril      | 15 juin          | Dr. Stone: New World (partie 1)                                                              | TMS Entertainment                                   | [ 84 ]  |
| P R I N T E M P S | 6 avril      | 22 juin          | The Ancient Magus Bride (saison 2)                                                           | Studio Kafka                                        | [ 85 ]  |
| P R I N T E M P S | 6 avril      | 22 juin          | Konosuba: An Explosion on This Wonderful World!                                              | Drive                                               | [ 86 ]  |
| P R I N T E M P S | 6 avril      | 6 juillet        | Kamisama : Opération Divine (en)                                                             | Studio Palette (en)                                 | [ 87 ]  |
| P R I N T E M P S | 7 avril      | 23 juin          | The Legendary Hero Is Dead! (en)                                                             | Liden Films                                         | [ 88 ]  |
| P R I N T E M P S | 7 avril      | 23 juin          | Too Cute Crisis (en)                                                                         | SynergySP                                           | [ 89 ]  |
| P R I N T E M P S | 8 avril      | 24 juin          | The Café Terrace and Its Goddesses                                                           | Tezuka Productions                                  | [ 90 ]  |
| P R I N T E M P S | 8 avril      | 24 juin          | A Galaxy Next Door (en)                                                                      | Asahi Production                                    | [ 91 ]  |
| P R I N T E M P S | 8 avril      | 24 juin          | Magical Destroyers                                                                           | Bibury Animation Studios                            | [ 92 ]  |
| P R I N T E M P S | 8 avril      | 24 juin          | My One-Hit Kill Sister : J'ai commencé à vivre dans un autre monde avec ma grande sœur (en)  | Gekkō                                               | [ 93 ]  |
| P R I N T E M P S | 8 avril      | 24 juin          | Rokudô et ses nanas (en)                                                                     | Satelight                                           | [ 94 ]  |
| P R I N T E M P S | 8 avril      | 24 juin          | Tonikawa: Over The Moon For You ~High School Days~                                           | Seven Arcs                                          | [ 95 ]  |
| P R I N T E M P S | 8 avril      | 1er juillet      | Mashle (saison 1)                                                                            | A-1 Pictures                                        | [ 96 ]  |
| P R I N T E M P S | 9 avril      | 18 juin          | Demon Slayer: Kimetsu no Yaiba – Le village des forgerons                                    | ufotable                                            | [ 97 ]  |
| P R I N T E M P S | 9 avril      | 25 juin          | Je me fais isekai pour la deuxième fois... Ça commence à faire beaucoup.                     | Studio Elle (ja)                                    | [ 98 ]  |
| P R I N T E M P S | 9 avril      | 2 juillet        | Mon amie des ténèbres                                                                        | Studio Signpost                                     | [ 99 ]  |
| P R I N T E M P S | 9 avril      | 2 juillet        | Mobile Suit Gundam: The Witch from Mercury (saison 2)                                        | Sunrise                                             | [ 100 ] |
| P R I N T E M P S | 9 avril      | 8 octobre        | Blue Orchestra                                                                               | Nippon Animation                                    | [ 101 ] |
| P R I N T E M P S | 10 avril     | 26 juin          | Comment Raeliana a survécu au manoir Wynknight                                               | Typhoon Graphics (en)                               | [ 102 ] |
| P R I N T E M P S | 12 avril     | 28 juin          | Oshi no ko                                                                                   | Doga Kobo                                           | [ 103 ] |
| P R I N T E M P S | 20 avril     | 28 septembre     | La Princesse et la Bête                                                                      | J.C.Staff                                           | [ 104 ] |
| É T É             | 29 juin      | 29 juin          | Le Pavillon des hommes                                                                       | Studio Deen                                         | [ 105 ] |
| É T É             | 29 juin      | 14 septembre     | BanG Dream! It's MyGO!!!!!                                                                   | Sanzigen                                            | [ 106 ] |
| É T É             | 1er juillet  | À venir          | Am I Actually the Strongest? (en)                                                            | Staple Entertainment                                | [ 107 ] |
| É T É             | 1er juillet  | À venir          | Atelier Ryza: Ever Darkness & the Secret Hideout - The Animation (en)                        | Liden Films                                         | [ 108 ] |
| É T É             | 1er juillet  | 23 septembre     | Horimiya: The Missing Pieces                                                                 | CloverWorks                                         | [ 109 ] |
| É T É             | 1er juillet  | 1er octobre      | My Tiny Senpai                                                                               | Project No.9                                        | [ 110 ] |
| É T É             | 2 juillet    | À venir          | Fate/strange Fake -Whispers of Dawn- (en)                                                    | A-1 Pictures                                        | [ 111 ] |
| É T É             | 2 juillet    | À venir          | Ayaka (en)                                                                                   | Studio Blanc (en)                                   | [ 112 ] |
| É T É             | 2 juillet    | À venir          | Yohane the Parhelion - Sunshine in the Mirror                                                | Sunrise                                             | [ 113 ] |
| É T É             | 3 juillet    | À venir          | Level 1 Demon Lord and One Room Hero (en)                                                    | - Silver Link - Blade                               | [ 114 ] |
| É T É             | 3 juillet    | 18 septembre     | Masamune-kun's Revenge R                                                                     | Silver Link                                         | [ 115 ] |
| É T É             | 3 juillet    | À venir          | Mushoku Tensei: Jobless Reincarnation II (partie 1)                                          | Studio Bind                                         | [ 116 ] |
| É T É             | 3 juillet    | À venir          | Sweet Reincarnation (en)                                                                     | - SynergySP - Studio Comet                          | [ 117 ] |
| É T É             | 4 juillet    | À venir          | The Dreaming Boy is a Realist (en)                                                           | - Studio Gokumi - AXsiZ (en)                        | [ 118 ] |
| É T É             | 4 juillet    | À venir          | The Girl I Like Forgot Her Glasses                                                           | GoHands                                             | [ 119 ] |
| É T É             | 5 juillet    | À venir          | My Happy Marriage                                                                            | Kinema Citrus                                       | [ 120 ] |
| É T É             | 5 juillet    | À venir          | Reborn as a Vending Machine, I Now Wander the Dungeon (en)                                   | - Studio Gokumi - AXsiZ (en)                        | [ 121 ] |
| É T É             | 6 juillet    | À venir          | Jujutsu Kaisen (saison 2)                                                                    | MAPPA                                               | [ 122 ] |
| É T É             | 6 juillet    | À venir          | Undead Murder Farce                                                                          | Lapin Track (en)                                    | [ 123 ] |
| É T É             | 7 juillet    | À venir          | Mon chat à tout faire est encore tout déprimé                                                | GoHands                                             | [ 124 ] |
| É T É             | 7 juillet    | À venir          | The Great Cleric : Le récit de la survie d'un employé de bureau dans un monde parallèle (en) | - Yokohama Animation Laboratory - Cloud Hearts (en) | [ 125 ] |
| É T É             | 7 juillet    | À venir          | Kenshin le vagabond                                                                          | Liden Films                                         | [ 126 ] |
| É T É             | 7 juillet    | À venir          | The Most Heretical Last Boss Queen: From Villainess to Savior                                | OLM                                                 | [ 127 ] |
| É T É             | 7 juillet    | À venir          | Nobles paysans                                                                               | Pie in the sky                                      | [ 128 ] |
| É T É             | 7 juillet    | À venir          | Sugar Apple Fairy Tale (partie 2)                                                            | J. C. Staff                                         | [ 129 ] |
| É T É             | 8 juillet    | 30 septembre     | The Gene of AI                                                                               | Madhouse                                            | [ 130 ] |
| É T É             | 8 juillet    | À venir          | Bleach: Thousand-Year Blood War (partie 2)                                                   | Studio Pierrot                                      | [ 131 ] |
| É T É             | 8 juillet    | À venir          | Cardfight!! Vanguard will+Dress (saison 3)                                                   | Kinema Citrus                                       | [ 132 ] |
| É T É             | 8 juillet    | 16 septembre     | Liar, Liar                                                                                   | Geek Toys                                           | [ 133 ] |
| É T É             | 8 juillet    | À venir          | My Unique Skill Makes Me OP Even at Level 1 (en)                                             | Maho Film                                           | [ 134 ] |
| É T É             | 8 juillet    | 30 septembre     | Rent-A-Girlfriend (saison 3)                                                                 | TMS Entertainment                                   | [ 135 ] |
| É T É             | 8 juillet    | À venir          | Reign of the Seven Spellblades (en)                                                          | J. C. Staff                                         | [ 136 ] |
| É T É             | 9 juillet    | À venir          | Classroom for Heroes                                                                         | Actas                                               | [ 137 ] |
| É T É             | 9 juillet    | À venir          | The Duke of Death and His Maid (saison 2)                                                    | J. C. Staff                                         | [ 138 ] |
| É T É             | 9 juillet    | À venir          | TenPuru : On ne vit pas de solitude et d'eau fraîche (en)                                    | Gekkō                                               | [ 139 ] |
| É T É             | 9 juillet    | 26 décembre 2023 | Zom 100: Bucket List of the Dead                                                             | Bug Films                                           | [ 140 ] |
| É T É             | 10 juillet   | 25 décembre 2023 | Dark Gathering                                                                               | OLM                                                 | [ 141 ] |
| É T É             | 10 juillet   | À venir          | Theatre of Darkness: Yamishibai (en) (saison 11)                                             | ILCA                                                | ,       |
| É T É             | 11 juillet   | À venir          | Synduality: Noir                                                                             | Eight Bit                                           | [ 144 ] |
| É T É             | 12 juillet   | À venir          | Helck (en)                                                                                   | Satelight                                           | [ 145 ] |
| É T É             | 12 juillet   | 20 septembre     | Bungo Stray Dogs (saison 5)                                                                  | Bones                                               | [ 146 ] |
| É T É             | 13 juillet   | À venir          | Sainte Cecilia et le Pasteur Lawrence (en)                                                   | Doga Kobo                                           | [ 147 ] |
| É T É             | 13 juillet   | 28 septembre     | Spy Classroom (saison 2)                                                                     | Feel                                                | [ 148 ] |
| A U T O M N E     | 28 septembre | À venir          | La Valkyrie aux cheveux de jais (en)                                                         | Typhoon Graphics (en)                               | [ 149 ] |
| A U T O M N E     | 29 septembre | 22 décembre      | Frieren (partie 1)                                                                           | Madhouse                                            | [ 150 ] |
| A U T O M N E     | 29 septembre | À venir          | A Girl & Her Guard Dog (en)                                                                  | Project No.9                                        | [ 151 ] |
| A U T O M N E     | 30 septembre | À venir          | Firefighter Daigo: Rescuer in Orange                                                         | Brain's Base                                        | [ 152 ] |
| A U T O M N E     | 30 septembre | À venir          | Ragna Crimson (en)                                                                           | Silver Link                                         | [ 153 ] |
| A U T O M N E     | 1er octobre  | 17 décembre      | Berserk of Gluttony                                                                          | A.C.G.T                                             | [ 154 ] |
| A U T O M N E     | 1er octobre  | À venir          | MF Ghost                                                                                     | Felix Film                                          | [ 155 ] |
| A U T O M N E     | 1er octobre  | À venir          | Shangri-La Frontier                                                                          | C2C                                                 | [ 156 ] |
| A U T O M N E     | 1er octobre  | À venir          | Witch Family! (en)                                                                           | A-Real                                              | [ 157 ] |
| A U T O M N E     | 2 octobre    | À venir          | Ron Kamonohashi: Deranged Detective                                                          | Diomedéa                                            | [ 158 ] |
| A U T O M N E     | 3 octobre    | 19 décembre      | A Playthrough of a Certain Dude's VRMMO Life (en)                                            | Maho Film                                           | [ 159 ] |
| A U T O M N E     | 3 octobre    | 19 décembre      | I'm in Love with the Villainess                                                              | Platinum Vision                                     | [ 160 ] |
| A U T O M N E     | 3 octobre    | 19 décembre      | The Saint's Magic Power is Omnipotent II                                                     | Diomedéa                                            | [ 161 ] |
| A U T O M N E     | 3 octobre    | 19 décembre      | Shy                                                                                          | 8-Bit                                               | [ 162 ] |
| A U T O M N E     | 4 octobre    | 20 décembre      | Bullbuster (en)                                                                              | NUT                                                 | [ 163 ] |
| A U T O M N E     | 4 octobre    | 20 décembre      | The Eminence in Shadow (saison 2)                                                            | Nexus                                               | [ 164 ] |
| A U T O M N E     | 4 octobre    | 27 décembre      | I'm Giving the Disgraced Noble Lady I Rescued a Crash Course in Naughtiness (en)             | - Zero-G - Digital Network Animation                | [ 165 ] |
| A U T O M N E     | 4 octobre    | 27 décembre      | Tokyo Revengers (saison 3)                                                                   | Liden Films                                         | [ 166 ] |
| A U T O M N E     | 5 octobre    | 21 décembre      | Les quatre frères Yuzuki (en)                                                                | Shuka (en)                                          | [ 167 ] |
| A U T O M N E     | 5 octobre    | 28 décembre      | 16bit Sensation: Another Layer (en)                                                          | Silver                                              | [ 168 ] |
| A U T O M N E     | 6 octobre    | 22 décembre      | Goblin Slayer II                                                                             | Liden Films                                         | [ 169 ] |
| A U T O M N E     | 6 octobre    | 22 décembre      | The Rising of the Shield Hero (saison 3)                                                     | Kinema Citrus                                       | [ 170 ] |
| A U T O M N E     | 7 octobre    | 23 décembre      | Spy × Family (saison 2)                                                                      | CloverWorks Wit Studio                              | [ 171 ] |
| A U T O M N E     | 7 octobre    | 23 décembre      | The Kingdoms of Ruin                                                                         | Yokohama Animation Laboratory                       | [ 172 ] |
| A U T O M N E     | 7 octobre    | 23 décembre      | Girlfriend, Girlfriend                                                                       | SynergySP                                           | [ 173 ] |
| A U T O M N E     | 7 octobre    | À venir          | Undead Unluck                                                                                | David Production TMS Entertainment                  | [ 174 ] |
| A U T O M N E     | 8 octobre    | 24 décembre      | Les 100 petites amies qui t'aiiiment à en mourir                                             | Bibury Animation Studios                            | [ 175 ] |
| A U T O M N E     | 8 octobre    | 24 décembre      | Je survivrai grâce aux potions ! (en)                                                        | Jumondō                                             | [ 176 ] |
| A U T O M N E     | 8 octobre    | 24 décembre      | A Returner's Magic Should Be Special (en)                                                    | Arvo Animation                                      | [ 177 ] |
| A U T O M N E     | 8 octobre    | 24 décembre      | Tearmoon Empire                                                                              | Silver Link                                         | [ 178 ] |
| A U T O M N E     | 12 octobre   | 21 décembre      | Dr. Stone: New World (partie 2)                                                              | TMS Entertainment                                   | [ 179 ] |
| A U T O M N E     | 12 octobre   | 12 octobre       | Good Night World (en)                                                                        | NAZ                                                 | [ 180 ] |
| A U T O M N E     | 13 octobre   | À venir          | After-school Hanako-kun                                                                      | Lerche                                              | [ 181 ] |
| A U T O M N E     | 22 octobre   | 24 décembre      | Les Carnets de l'apothicaire (partie 1)                                                      | - Toho Animation Studio - OLM                       | [ 182 ] |
| A U T O M N E     | 26 octobre   | 26 octobre       | Pluto                                                                                        | Genco Tezuka Productions M2 Studio                  | [ 183 ] |
| A U T O M N E     | 31 octobre   | À venir          | Le Collège Noir : Complainte d'Auvergne (saison 1)                                           | - Toei Animation - Studio La Cachette               | ,       |
| A U T O M N E     | 9 novembre   | 9 novembre       | Akuma-kun (en)                                                                               | Encourage Films                                     | [ 187 ] |

### Films d'animation
| Date de sortie | Titre                                                                        | Studio d'animation                 | ref     |
| -------------- | ---------------------------------------------------------------------------- | ---------------------------------- | ------- |
| 27 janvier     | Lupin III vs. Cat's Eye                                                      | TMS Entertainment                  | [ 188 ] |
| 17 février     | Blue Giant                                                                   | NUT                                | [ 189 ] |
| 3 mars         | Doraemon: Nobita to sora no utopia (en)                                      | Shin-Ei Animation                  | [ 190 ] |
| 14 avril       | Détective Conan : Le Sous-marin noir                                         | TMS Entertainment                  | [ 191 ] |
| 9 juin         | Sailor Moon Cosmos (partie 1)                                                | - Toei Animation - Studio Deen     | [ 192 ] |
| 16 juin        | Black Clover : L'Épée de l'Empereur-mage                                     | Studio Pierrot                     | [ 193 ] |
| 30 juin        | Sailor Moon Cosmos (partie 2)                                                | - Toei Animation - Studio Deen     | [ 192 ] |
| 14 juillet     | Le Garçon et le Héron                                                        | Studio Ghibli                      | [ 194 ] |
| 14 juillet     | The Quintessential Quintuplets ∽                                             | Shaft                              | ,       |
| 8 août         | The Seven Deadly Sins: Grudge of Edinburgh Part 2                            | - Alfred Imageworks - Marvy Jack   | [ 197 ] |
| 18 août        | Sand Land                                                                    | - Sunrise - Kamikaze Douga - Anima | [ 198 ] |
| 8 décembre     | Otome Game no hametsu Flag shika nai akuyaku reijō ni tensei shite shimatta… | Silver Link                        | [ 199 ] |
| 22 décembre    | Spy × Family Code: White                                                     | CloverWorks Wit Studio             | [ 200 ] |

## Diffusions en Chine

### Séries télévisées
| Diffusion   | Diffusion    | Titre                                               | Studio d'animation    | ref     |
| Début       | Fin          | Titre                                               | Studio d'animation    | ref     |
| ----------- | ------------ | --------------------------------------------------- | --------------------- | ------- |
| 12 avril    | À venir      | X&Y                                                 | Ling San Wu Animation | ,       |
| 20 avril    | À venir      | The Girl Downstairs                                 | Red Dog Culture House | [ 203 ] |
| 14 juillet  | 22 septembre | Link Click (saison 2)                               | Studio LAN            | ,       |
| 17 décembre | À venir      | The Daily Life of the Immortal King (en) (saison 4) | Liyu Culture          | [ 206 ] |

## Diffusions en Corée du Sud

### Séries télévisées
| Diffusion | Diffusion | Titre                            | Studio d'animation | ref |
| Début     | Fin       | Titre                            | Studio d'animation | ref |
| --------- | --------- | -------------------------------- | ------------------ | --- |
| 27 mars   | 15 mai    | The Demon Queen Has a Death Wish | Studio Shelter     | ,   |

## Principaux décès
- 5 février : Takako Sasuga (ja), seiyū japonaise, notamment voix de Tarao Fuguta (Tara-chan) de Sazae-san depuis 1969[209].
- 13 février : Leiji Matsumoto, artiste japonais, créateur de l'univers d'Albator, Galaxy Express 999, Yamato, à l'origine de multiples adaptations animées[210].
- 15 février : Shōzō Iizuka, seiyū japonais[211].
- 16 février : Maon Kurosaki, chanteuse japonaise, notamment interprète des endings de Highschool of the Dead, A Certain Magical Index II, et Reincarnated as a Sword[212].
- 25 février : Mitsuo Senda, seiyū japonais[213].
- 5 mars : Takahiro Kimura (ja), charadesigner, animateur japonais[214].
- 5 août : Nami Sano, mangaka japonaise.
- 19 août : Nizō Yamamoto, chef décorateur et réalisateur japonais.
- 8 septembre : Buichi Terasawa, mangaka japonais, à l'origine de Cobra, Karasu Tengu Kabuto[215].
- 24 octobre : Miyuki Ichijō (ja), seiyū japonaise, notamment interprète de Jodie Starling dans la série et les films Détective Conan[216].